# Jón Rói Jacobsen
Jón Rói Jacobsen (né le 7 avril 1983) est un footballeur international féroïen.
Il évolue habituellement comme défenseur.

## Carrière
Jón Rói Jacobsen joue successivement dans les équipes suivantes : HB Tórshavn, aux Féroé, puis Brøndby IF, BK Frem Copenhague, AaB Ålborg, Aalborg BK et BK Frem Copenhague une nouvelle fois.
Il compte 35 sélections en équipe nationale des îles Féroé. 
En 2008-2009, à 25 ans, il arrête sa carrière de footballeur professionnel afin de se concentrer sur ses études de médecine.